# 1622년
1622년은 토요일로 시작하는 평년이다.

## 연호
- 명(明) 천계(天啓) 2년
- 후금(後金) 천명(天命) 7년
- 일본(日本) 겐나(元和) 8년
- 후 레 왕조(後黎朝) 빈또(永祚) 4년
- 막 왕조(莫朝) 끼엔통(乾統) 30년 / 롱타이(隆泰) 5년

## 기년
- 류큐(琉球) 쇼호왕(尚豊王) 2년
- 명(明) 희종 천계제(熹宗 天啓帝) 2년
- 후금(後金) 태조 천명가한(太祖 天命可汗) 7년
- 조선(朝鮮) 광해군(光海君) 14년
- 후 레 왕조(後黎朝) 신종(神宗) 4년

## 탄생
- 1월 15일 - 프랑스 극작가 몰리에르
- 3월 2일 - 조선 실학자 유형원 (음력 1월 21일)

## 사망
- 1월 23일 - 배핀만을 발견한 윌리엄 배핀
- 10월 28일 - 스웨덴의 외교관 페터 페트레이우스